# ترکی الفیصل آل سعود
ترکی بن فیصل آل سعود (به عربی: ترکی الفیصل بن عبد العزیز آل سعود) (زاده ۱۵ فوریه ۱۹۴۵)، یک عضو از آل سعود، خانواده سلطنتی عربستان سعودی است. او یکی از بنیانگذاران بنیاد ملک فیصل است و به عنوان رئیس مرکز ملک فیصل پژوهش و مطالعات اسلامی عمل می‌کند. از سال ۱۹۷۷ تا سال ۲۰۰۱، شاهزاده ترکی مدیر کل ریاست استخبارات عمومی، سازمان اطلاعات عربستان سعودی بود. وی ۱۰ روز قبل از حملات ۱۱ سپتامبر از سمت خود استعفا داد؛ و سپس به عنوان سفیر عربستان در آمریکا انتخاب شد.

## زندگی و تحصیل
شاهزاده ترکی در ۱۵ فوریه سال ۱۹۴۵ در مکه به دنیا آمد. او هشتمین و جوانترین پسر فیصل بن عبدالعزیز هست. وی برادر تنی سعود الفیصل، محمد بن فیصل آل سعود، لولوواح بنت فیصل آل سعود، هیفا بنت فیصل است.
ترکی بن فیصل آموزش ابتدایی خود را در مدرسه در طائف گذراند. هنگامی که او چهارده سال داشت، پدرش او را به پرینستون، نیوجرسی فرستاد وی در آمریکا تحصیلات متوسطه خود را در سال ۱۹۶۳ تمام کرد. او سپس در سال ۱۹۶۸ وارد دانشگاه جورج تاون، شد و توانست از آن دانشگاه در کنار بیل کلینتون فارغ‌التحصیل شود. ترکی سپس از دانشگاه لندن، دوره جاسوسی، حقوق اسلام و فقه را گذراند و فارغ‌التحصیل شد.

## فعالیت‌های سیاسی
شاهزاده ترکی فعالیت‌های سیاسی خود را به عنوان معاون کمال ادهم، آغاز کرد و پس از آن، جانشین او به عنوان رئیس استخبارات عمومی عربستان سعودی، او به مدت ۲۳ سال در این سمت باقی ماند تا در اوایل سپتامبر از سمت خود استعفا داد.

## سخنرانی در نشست سالانه سازمان مجاهدین خلق

### گردهمایی مجاهدین خلق (۲۰۱۶)
ترکی فیصل در نشست سالانه مجاهدین خلق در ژوئیه ۲۰۱۶ شرکت کرده و در آن حکومت ایران را متهم به دخالت در کشورهای عربی کرده و گفته ایران امروز یک کشور مذهبی یا غیر مذهبی محسوب نمی‌شود. یک کشور منزوی است. بر خلاف هنرمندان و دانشمندان در دوران ساسانی، نخبه‌های ایرانی امروز مشکلات زیادی دارند. رژیم ایران از گروه‌های تروریستی و جدایی‌طلب در منطقه حمایت می‌کند. سیاست‌های خمینی بر مبنای صدور انقلاب است. در بحرین و لبنان و فلسطین و سودان و خیلی کشورهای دیگر از گروه‌های مسلح حمایت می‌کند؛ از جمله حمایت از حزب‌الله لبنان، حماس و القاعده؛ و در ادامه سخنان خود خطاب به مریم رجوی، از رهبران مجاهدین گفت: «تلاش‌های شما برای رهایی ملتتان از سرطان خمینی، حماسه‌ای افسانه‌ای است که مانند شاهنامه در گذر تاریخ باقی خواهد ماند». وی همچنین پیش‌بینی کرد که مبارزه مشروع گروه‌های مخالف جمهوری اسلامی ایران دیر یا زود به هدفش می‌رسد و با استقبال از آنچه جنبش‌های مردمی در گوشه و کنار ایران خواند گفت: ما به عنوان جهان اسلام از صمیم قلب در کنار شما ایستاده‌ایم.

#### واکنش سپاه به سخنان وی
رمضان شریف، مسئول روابط عمومی سپاه پاسداران ایران، با انتقاد شدید از حضور ترکی فیصل، در نشست سالیانه شورای ملی مقاومت و سازمان مجاهدین خلق در پاریس، حکومت عربستان را محور حمایت و پشتیبانی از جریان تروریسم در منطقه و فراتر از آن خوانده است.

### گردهمایی مجاهدین خلق (۲۰۱۷)
گردهمایی سالانه مجاهدین خلق  روز شنبه اول ژوئیه ۲۰۱۷، در پاریس، با شرکت ایرانیان و پشتیبانان اپوزیسیون ایران از سراسر جهان برگزار شدکه شاهزاده ترکی الفیصل برای دومین بار در این گردهمایی شرکت و در آن سخنرانی کرد. ترکی الفیصل در سخنرانی اش حکومت ایران را به دخالت در امور کشورهای منطقه و همسایه‌هایش متهم کرد و گفت استراتژی خمینی «ایجاد انقلاب و کودتا در کشورهای ما» بود. وی گفت که نظام ایران «بزرگترین حامی تروریسم در جهان است». وی تأکید کرد که انتخابات در ایران، «غیر دمکراتیک و غیر مشروع است زیرا خامنه‌ای همچون همه دیکتاتورها، نامزدها را تعیین می‌کند». او افزود: «مقامات رژیم ایران بایستی به دادگاه جنایات جنگی تحویل داده شوند»